# Златица
Вижте пояснителната страница за други значения на Златица.
Златѝца е град в Западна България. Той се намира в Софийска област, в близост до град Пирдоп. Градът е административен център на община Златица. По данни на ГРАО към 15 юни 2023 г. в града живеят 4444 души по настоящ адрес и 4909 души по постоянен адрес.

## География
Златица се намира в планински район между планинските вериги на Стара планина и Средна гора, както и свързващите хребети на двете планини Гълъбец и Козница, в най-високото от Задбалканските полета – Златишко поле или Златишка котловина. Климатът е умерено континентален, с отделни влияния на студени северни (нахлуващи през Дунавската равнина и Златишкия проход) и топли субтропични (нахлуващи по поречието на р. Тополница) въздушни маси.
На северозапад е град Етрополе, на североизток – град Тетевен, на юг – град Панагюрище, на изток – градовете Пирдоп, Копривщица, Клисура, Сопот, Стрелча, Карлово. На запад са град Елин Пелин и столицата.
През Златишкия проход и град Етрополе е връзката със Северна България – Ботевград, Правец, Мездра, Враца, Плевен. През Панагюрище – за Пазарджик и Пловдив. През Златица преминава най-пряката връзка от София за морето. На железопътната линия, преминаваща през района, се намират двата най-големи жп тунела в България – Козница (6 km) и Гълъбец (3 km).
През землището протичат няколко реки от басейна на река Тополница. Курудере е реката, протичаща през центъра на града, извираща под връх Свищи плаз. Санърдере е на изток от центъра и се влива в Курудере малко преди главния път за Пирдоп. Балъмдере минава покрай бившата шивашка фабрика, дърводелския цех, „Пещерата“, селскостопанския двор.
На юг от града реките заедно образуват река Златишка, която след местността Бакаджик се смесва с Пирдопска река. Веднага след това те се вливат в река Тополница.

## История
Не е известна точна дата на основаване на градът, но намерените при разкопки оръдия на труда и други находки говорят, че селището е съществувало още през Античността. Селището е било основано, за да приюти римските войници, охраняващи минните галерии..
Известно е и римското му наименование – Ulpia Aurea. Латинското, както и българското наименование, произлиза от думата „злато“, тъй като северно от града, под старопланинския връх Свищи плаз, са съществували галерии, в които римляните са добивали ценния метал.
Според някои името Улпия Ауреа е повече плод на съвременна мистификация. Няма сигурни исторически данни, че трако-римското селище в района на днешния селскостопански техникум е носело това име. Категорично е доказано, че Марк Улпий Траян, император от 98 до 117 г. е давал името си само на значителни градски центрове, каквито са например Улпия Пауталия, днешния Кюстендил, или Улпия Сердика, днешна София. Поселението под сегашния град е унищожено в средата на 3 век, по времето на големите готски нашествия. Значението му не бива да се преувеличава. Селищата около Златица – Пирдоп, Антон, Челопеч и Чавдар най-вероятно са възникнали около ханове по протежението на античния път Сердика – Суб Радице – Кабиле (близо до дн. Ямбол) – Августа Траяна (дн. Стара Загора).
За първи път името Златица се споменава в документ на цар Константин Асен (1257 – 1277). Известната Виргинска грамота.
През Средновековието градът е бил важен административен център благодарение на стратегическото си разположение и няколкото укрепени калета в Стара планина и Средна гора. Той оказва силна съпротива срещу турската инвазия и пада под владичество 30 години след завладяването на тогавашната столица Търново през 1393 г. Пак поради благоприятното си географско положение градът става седалище на Златишката кааза. Край Златица през 1443 г. се провежда битка между кръстоносците на Владислав III Варненчик и Янош Хуняди и турските войски.
По време на владичеството в района действат много хайдушки чети, които са се борели срещу турските власти. Народните песни споменават имената на Стоян Братоев, Детелин войвода, Мануш войвода и Рада войвода.
Средата на 17 век бягащи членове на златишкия род Черневи от турски преследвания основават пловдивското село Ръжево Конаре, като тази версия за основаване на селото добива местна значимост през 1969 година след кореспонденция между Общинския комитет на БКП в Ръжево Конаре и Градския народен съвет в Златица.
През Възраждането Златица се развива икономически разцвет. Главен източник на средства са били скотовъдството и свързаните с това занаяти и ръчната манифактура. Градът бил основен снабдител на Турската империя с овче месо и голям производител и износител на продукти от тезиживотни. Икономическият подем се носи развитие на духовния, и културния живот в града. През 1777 г. била построена часовниковата кула, която се счита за един от символите на Златица.
В началото на 19 век започва да функционира килийно училище. След Освобождението градът се развива като животновъден и растениевъден център.
През 1872 г. в Златишкия метох Васил Левски основава таен революционен комитет на Вътрешната революционна организация.
През 1880 г. по силата на новоприетото административно деление Софийската губерния става Софийско окръжие, а Златишкото окръжие – Златишка околия. След митинг срещу Стамболовия режим през 1888 г. става причина околийското управление и всички околийски служби да бъдат преместени в съседния град Пирдоп.
При избирането на София за столица на България Златица е бил сред 4-те града, предложени за това.

## Население
Според преброяването от 1888 г. населението на град Златица наброява 1971 жители и 403 къщи. (Справка – Български алманах за 1893 г., стр.691, ред 1 – 2.)
Около 1890 г. градът е наброявал 1546 жители.
През 1936 г. жителите на града са вече 2426 („Българска енциклопедия“ на братя Данчови, том I, стр. 501).
Долната таблица показва изменението на населението на града в периода (1992 – 2011):
| Година | 1887                   | 1910 | 1934 | 1946 | 1956 | 1965 | 1975 | 1985 | 1992 | 2001 | 2005 | 2009 | 2011 | 2013 | 2016 | 2017 | 2018 | 2019 |
| Население | ??                     | ??   | ??   | ??   | ??   | ??   | ??   | ??   | 5636 | 5789 | 5400 | 5180 | 5084 | ??   |      |      |      |      |
| | Най-голям брой ?? в ?? |      |      |      |      |      |      |      |      |      |      |      |      |      |      |      |      |      |
| Източници: Национален статистически институт, „citypopulation.de“, „pop-stat.mashke.org“, Географски институт при БАН?? |                        |      |      |      |      |      |      |      |      |      |      |      |      |      |      |      |      |      |

## Религии
Градът е част от Ловчанска епархия на Българската православна църква. На територията му се намират четири храма и един манастир – градската черква „Свети Георги“, Златишкият манастир „Възнесение Господне“ и параклисите „Света Петка“, „Свети Кирик и Юлита“ и „Възнесение Господне“.

## Политика

### Кметове
- Нено Гугов – първи кмет на града след Освобождението[9]
- Панчо Ангелов
- Захари Тошков
- Дончо Висариев
- Ценко Цеков
- Тодор Чомпалов (1995 – 1999)
- Стефан Попов (1999 – 2003)
- Атанас Петров (2003 – 2007)
- Нонка Каменова (2007 – 2011)
- Магдалена Иванова (2011 – 2019)
- инж. Стоян Генов (2019 – 2023)
- Любомир Цветков (2023 –

## Икономика
Основно промишлено предприятие е металургичният завод за електрорафинирана мед „Аурубис България“, разположен между Златица и Пирдоп.
Мандра за млечни продукти – сред най-добрите производители в страната на кашкавал „Балкан“.

## Транспорт
- Железопътен транспорт – 3-та (подбалканска) железопътна линия, свързваща София, Бургас и Варна
- Автобуси, маршрутни линии, таксиметрови услуги, товарни превози
- Минава отклонение по подбалканската линия и път на паневропейски транспортен коридор 8: Драч – Тирана – Скопие – София – Златица – Бургас/Варна.

## Обществени институции
- СОУ „Св. Паисий Хилендарский“ (от 15 септември 2006 г.) – средно училище. Годината на откриването му е неуточнена. Логично е да се предположи, че преди да се въведе Бел-Ланкастърската система, в училището е имало някаква друга система, вероятно килийно училище. В своя многолетен живот училището се е помещавало в много сгради и помещения. Днешното училище е започнато през 1909 година. Строителството е било преустановено през Балканската война и е завършило по-късно. През 1954 г. е надстроен и втори етаж, а през 1993 започва разширяване на училището в северния край на двора. През 1995 г. е завършено първото триетажно крило. През 1996 г. е построен голям физкултурен комплекс – салон, фитнес център, сауна, зала за физически упражнения, зала за тенис и други помещения. Започнато е строителството на второто триетажно крило.
- Аграрно-техническа професионална гимназия – тържествено е открита на 15 септември 1933 г. От 1936 г. официалното име на учебното заведение е „Практическо земеделско училище“. Сегашната сграда на учебното здание е построена през периода 1945 – 1951 г. Допълнително са изграждани работилници, навеси и складове. С Разпореждане № 481 на Министерския съвет от 10 април 1958 г. Земеделското училище в Златица прераства в Техникум по механизация на селското стопанство. През 1982 г. е построен модерен физкултурен салон с активното съдействие на учителя Гроздан Шентов и всички ученици от ТМСС. От 2003 г. Техникумът по механизация на селското стопанство вече се нарича Аграрно-техническа професионална гимназия.
- Читалище „Христо Смирненски – 1889 г.“ (в комплекс с театралния салон, библиотека и репетиционни зали) с над 200 000 тома литература. Театрален и кино салон с 500 места. Основано е на 11 май 1889 г. След няколко години преустановява дейността си. Възстановено е на 11 май 1896 г. не вече под името „Единство“, а под името „Паисий“. През 1902 г. е открита първата читалня, а през същата година за читалище е обявена старата турска баня (Хамама). През 1933 г. е открито новопостроено читалище, а през 1964 г. на мястото на старото читалище е построена нова голяма читалня. За по-малко от 70 години читалището е било измествано 3 пъти. За своята 60-годишнина читалището получава орден „Кирил и Методий“ I степен за големи постижения в културната дейност. За 100-годишнината си получава големия държавен орден „Червено знаме на труда“.

- Обществени институции
- Сграда на община Златица
- Читалище „Христо Смирненски – 1889 г.“
- Пощенската станция
- Полицейският участък

## Забележителности
Музеи, паметници
- Боянова къща;
- Часовникова кула;
- Спасово кладенче и Златишки манастир „Възнесение Господне“ – намира се в края на град Златица. Манастирът е основан през XIX век. В двора му има чешма от XIV век. Възстановен е през 90-те години. Днес е периодично действащ[10]. От двора на манастира започват екопътеки[11];
- Метох Златца – намира се срещу черквата „Свети Георги“ – известен е като убежището на Васил Левски в Златица, тъй като Апостолът е пребивавал там. Метохът е основан през XVIII век. В него са отсядали редица светогорски монаси. През 1761 и през 1764 г. в метоха пребивават Паисий Хилендарски и брат му проигумен Лаврентий, които водят жители от Златица на поклонение в Света гора. Възстановен е през 2019 година[12];
- Черква „Свети Георги“ – осветена е през 1859 година[13];
- Параклис „Св. Св. Кирик и Юлита“ – намира се над извора Спасово кладенче, като до параклиса са построени 241 каменни стъпала с парапети. Параклисът е разрушен при прокарването на горския път за хижа „Свищи плаз“. Възстановен е през 1997 – 1998 година, а през 2019 година е обновен[14];
- Параклис „Света Петка“ – изграден е през XIX век. Обновен през 90-те години. Намира се в местността „Бакаджик“, до Подстанция „Златица“[15];
- Параклис „Свето Възнесение Господне“ – намира се в махала „Бодят“[16];
- Златишки конак,
- Момина скала над Църквище,
- Калето,
- Ат бунар,
- Музейна сбирка – етнография. Втори етаж на сградата на РПУ.

В града има още много паметници, чешми, няколко възрожденски къщи, църква, построена през 1859 г.
Часовниковата кула
Тя е символът на Златица. Висока е почти 17 m, а часовникът, който бие на кръгъл час, се чува на 7 – 8 km. Съди се по архитектурата ѝ, че е била построена през 1777 година, която е записана върху камбанарията на часовниковата кула. Преданието гласи, че кулата е строена специално за часовник, чийто звън се е чувал на 7 – 8 km. Строили са я майстори от Смолско, Мирково и Златица, а материалите са набавени от местното българско и турско население. След освобождението ни от османско владичество часовниковият механизъм бил свален и отнесен неизвестно къде, а покривната ѝ конструкция и зидовете започнали постепенно да се рушат. Едва през 1922 г. кулата бива възстановена.
Паметници
- Паметник на загиналите златичани в Балканската, Междусъюзническата и Първата Европейска война – Изграден е в центъра на Златица. Открит най-тържествено с читалището и пощата през 1933 г. с участието на духова военна музика. Паметникът е изграден от гранит. Плочите, на които са написани имената на загиналите и плочата с барелеф на войник са от бял врачански камък.
- Паметник Братска могила – построен е в местността Бакаджик, на изток край Златица. Върху пресечена пирамида, изградена от гранитни блокове, е поставена внушителна фигура на партизанин, която е представлявала елемент от монументална украса на булевард „Цар Освободител“ в София. Фигурата е изградена от бял врачански камък. На източната и западната страна на паметника има бронзови фризове с мотиви от съпротива и са издълбани имената на загиналите в борбата против фашизма.
- Паметник на златичаните, загинали в Отечествената война – намира се в началото на ул. „Медет“, срещу Паметника на загиналите златичани в Балканската, Междусъюзническата и Първата Европейска война. Изграден по случай 50-годишнината от края на Втората световна война в памет на загиналите златичани в Югославия и Украйна през 1944 – 1945 г. Паметникът е осъществен със средствата на общинската администрация. Първо са били искани от най-големите предприятия в града, но не са били дадени. Изграден е от бял врачански камък.

Чешми
В някои по-стари изследвания се споменава, че в Златица е имало 38 чешми от естествени източници. Ето някои от тях, които са съществували в миналото, а някои съществуват и до днес.
- Коча – с 2 буйно течащи чучура, тя се намира над жп линията, на ул. Гълъбец. Някога чешмата е била в двора на агронома Пано Стоянов, но днес тя е „свалена“ на самата улица. И до момента чешмата работи, но понякога при голяма суша пресъхва.
- Стубела – Било е извор в м. „Върбака“ край жп прелеза до пътя за Етрополе, на който е поставен чучур. Стубел на турски означава извор. Чешмата и сега работи, но е много занемарена.
- Заимската чешма – Намира се в центъра на града, до най-старите блокове южно от Софийското шосе. Била е с постоянно течащ чучур. Неподдържана и не тече, а районът е обрасъл с храсти.
- Горните пазарски чешми – В миналото е имало само една чешма в долния край на площада. Чешмата отдавна не съществува, а водата и е прекъсната от канализацията. По-късно в градинката до Часовниковата кула е построена нова чешма, захравана от водопровода. Разрушена е през 1970-те години. По ново време на източната стена на сградата на Общината е направена друга чешма, захранвана от водопровода. Има я и сега, но не работи. През 2005 г. са издигнати други 2 чешми – в градинката зад общината и западно от нея. Тази в градинката е с 2 метални чучура, в които са вградени 2 огромни морени, а от изток – отворената муцунка на мечешка глава.
- Долната пазарска чешма – Намирала се е на площад „Македония“. Корпусът ѝ съществува допреди 30-ина години, но не работеше и беше занемарена, после махната. Преди няколко години Общината поръча на нейно място да се построи нова чешма с постоянно течаща вода. Така че беше изградена чешма с пет чучура и внушителен корпус. В комбинация с фонтан и активна цветна градина, тя е част от реконструкцията на цялата централна градска част.
- Спасовото кладенче – Оброчно кладенче (чешма) в Стара планина, северно до Златица. Тук в края на XIV век, в кървава битка с нашествениците турци загинал последният бранител на Златица – Спас войвода. Преданието говори, че там където той паднал убит избликнал буен извор. От благодарност към героичния му подвиг и саможертва, народът начекъл изворът на неговото име – Спасово кладенче. Легендата за лечителните способности на се губи далеч в миналото. От незапомнени времена на 40-ия ден след Великден, в деня на Възнесение Господне, хиляди хора идват при параклиса „Свети Спас“. От няколко години този ден се празнува най-тържествено като празник на Златица. В последните години се полагат не малко усилия за облагородяване на местността около чешмата. Беше направен стабилен дървен мост през реката, с което се осигури достъп до водата на Спасовото кладенче и параклиса. Направени бяха стълбища, също улесняващи достъпа. Сменен беше чучурът на чешмата.
- Камика – Чешма с буйно течаща вода, която излизала от издълбан каменен чучур. Намира се в центъра на Златица, но вече не работи. Наблизо е градската градина. Тази чешма на времето се е славела с най-хубавата вода. Преустройвана е два пъти. След, което е изместена по-надолу. Околността ѝ е крайно занемарена.
- Новата чешма край старата поща (сегашното РПУ) – Тази чешма няма име, но тя е построена доста скоро. Направена е главно от черен мрамор, с дълбоко корито и водата тече от двата и чучура. Красива и на сгодно място тя е още една атракция за града. Водата ѝ е изворна.
- Училищната чешма – Преди две години беше построена[ неясно? ] нова чешма зад училищната сграда. Чешмата е направена от мрамор, има един чучур и наподобява къщичка за птици. Водата ѝ както на всички други чешми е изворна.

Има още около 20 чешми, захранени от изворна вода. Също толкова са и тези, които са съществували в миналото, но са били разрушени по една или друга причина.

## Редовни събития
- Събор – жители и гости на града – ежегодно, последната неделя на месец май.
- Пазар – всяка неделя на площад „Македония“ и улица „Александър Стамболийски“.
- От 2008 година последната събота на март е откриването на мотосезона от местните рокери от Мотоклуб „Средногорие“ край Еленската базилика.

## Личности
Родени в Златица
- Владимир Йорданов, български революционер от ВМОРО, четник на Цено Куртев[17]
- Вълко Червенков, политически и държавен деец (1900 – 1980)
- Димитър Стойчев, български революционер от ВМОРО, четник на Цено Куртев,[17] на Михаил Чаков[18] и на Панчо Константинов[19]
- Стоян Николов, борец, класически стил, световен и европейски шампион
- Цено Куртев (1877 – 1905), български революционер
- Цанчо Цанчев (1937 – 1999), български кинооператор
- Иван Милев, български революционер от ВМОРО, четник на Цено Куртев[17]
- Илия В. Илиев, български революциор от ВМОРО, четник на Петър Ангелов[20]
- Сава Чукалов (1898 – 1971), български лексикограф
- Дончо Ст. Дончев, (1935 – 1998), български учен, професор, д.т.н., ректор на Техническия университет, Варна, зам.-министър на просветата
- Ангел Тошков (1961), български учен, Бургаски свободен университет
- Иван Иванов, български футболист
- Цветелин Кънчев, (1967), български политик
- Евгени Минчев, български бизнесмен и шоумен

Починали в Златица
- Георги Докторов (1852 – 1924), български революционер
- Сава Докторов (1849 – 1941), български революционер
- Черню Киров, български революционер от ВМОРО, четник на Цено Куртев[17]

## Кухня
Бамбал на фурна, гювеч, чушка пръжка.

## Туризъм
Златица предлага много възможности за туризъм. Градът е отправна точка за различни маршрути в Централна Стара планина. Биологичното разнообразие на планината е много ценно и атрактивно за любителите на природата. В региона има отлични условия за разходка в планината, планинско колоездене, лов и риболов.
На западната стена на връх Свищи плаз има възходящи въздушни течения, благоприятстващи развитието на парапланеризма в района. Там редовно се срещат почитателите на този спорт.
За туризъм има добре маркирани пътеки към близките хижи – „Свищи плаз“, „Паскал“, „Кашана“, „Кокалско“, „Мургана“ в Стара планина, както и на юг към Кара тепе, Панагюрски колонии.
За риболовен туризъм наблизо са национално известните Душански язовир и Жеков вир.
В града има три хотела и денонощен магазин.

## Спорт
Градът има традиции в класическата борба и баскетбола. Известен спортист от района е Стоян Николов – световен шампион по борба класически стил. В града има и баскетболен отбор по минибаскетбол „Ст. Николов“.
През 2009 година е учреден клуб по планинско колоездене, алпинизъм, парапланеризъм и ендуро „Свободно измерение“ с около 25 члена. През 2010 и 2011 година, клуба организира едно от най-добре организираните състезания по планинско колоездене дотогава в България. Състезанието събира над 100 участника.

## Други
На Златица е наречена улица в квартал „Хаджи Димитър“ в София (Карта).